# Alcàsser-Mädchen
Als Alcàsser‐ oder Alcácer-Mädchen wurden die drei Jugendlichen Miriam García Iborra, Antonia Gómez Rodríguez und Desirée Hernández Folch aus Alcàsser bei Valencia bekannt, die im Jahr 1992 entführt, vergewaltigt, gefoltert und schließlich ermordet wurden, nachdem sie per Anhalter zu einer Diskothek in der nahegelegenen Stadt Picassent gelangen wollten. Die Morde zählen aufgrund der extremen Gewalt, mit der sie ausgeführt wurden, gemeinhin zu den bekanntesten Fällen in der Kriminalgeschichte Spaniens.
Über den Fall wurde seit dem Vermissen der Mädchen intensiv in den spanischen und sogar ausländischen Medien berichtet, was große Betroffenheit und Unsicherheit in Spanien auslöste.
Bedeutsam wurde der Fall auch durch viele Fehler und Lücken in der Ermittlungsarbeit. Die Autopsie offenbarte die Existenz von sieben Haaren mit jeweils unterschiedlicher DNS, die weder zu den ermordeten Mädchen gehörten, noch zu den zwei mutmaßlichen Mördern – die Fahrer des Wagens, die die Mädchen mitnahmen. Von den zwei Männern wurde nur Miguel Ricart Tárrega verhaftet, wohingegen Antonio Anglés Martins bis heute nicht gefasst werden konnte und immer noch zu den von Interpol meistgesuchten Kriminellen gehört.
Es wird vielfach behauptet, dass die offizielle Version der Verschleierung eines dritten Mörders dient. Theorien darüber reichen von satanischen Ritualen über die Aufzeichnung eines Snuff-Films bis hin zur Involvierung der höchsten politischen Ebenen Spaniens.
Die Geschehnisse markierten ebenso einen Wendepunkt für die spanischen Massenmedien, die sich auf den Kummer und das Leid der Angehörigen und lokalen Bewohner fokussierten. Dies wird oft als Höhepunkt des Trash-TV in Spanien angesehen, als für höhere Einschaltquoten auf ethische Grundsätze verzichtet wurde.

## Tathergang
García, Gómez und Hernández verschwanden am 13. November 1992 auf dem Weg zu einer Schulfeier in der lokal bekannten Diskothek Coolor außerhalb von Picassent. Zuvor besuchten sie noch eine Freundin, die aufgrund einer Krankheit nicht mit ihnen mitkommen konnte. Garcías Vater Fernando war ebenfalls erkrankt und konnte sie daher nicht zu dem Nachtclub fahren. Daher versuchten die Mädchen, per Anhalter zu der Disco zu gelangen, wie sie es schon vergangenen Sommer getan hatten und wie zu der Zeit viele Jugendliche taten. Ein junges Pärchen aus Alcàsser nahm sie daraufhin bis zu einer Tankstelle in der Nähe von Picassent mit. Danach stiegen sie in ein anderes Auto ein (wahrscheinlich ein weißer Opel Corsa), das vermutlich von Antonio Anglés und Miguel Ricart gefahren wurde. Eine Zeugin sah sie einsteigen, konnte aufgrund der Dunkelheit jedoch das Nummernschild nicht erkennen. Dies war der letzte Zeitpunkt zu dem die Mädchen lebend gesehen wurden.
Nach einer Aussage von Miguel Ricart, der bis dahin einzig belasteten Person dieses Falls, wies Anglés ihn nach Erreichen des Nachtclubs an weiterzufahren. Die Mädchen hätten daraufhin zu schreien begonnen, woraufhin Anglés mit dem Griff einer Star-Model-BM-Pistole auf sie eingeschlagen und ihnen mehrere Zähne abgebrochen habe. Sie seien dann zu einer verlassenen Hütte in einer abgelegenen bergigen Region in der Nähe der Tous‐Talsperre gefahren, wo sie die Jugendlichen gefesselt und zwei von ihnen anal und vaginal, auch unter Benutzung von Gegenständen, vergewaltigt hätten. Danach seien sie nach Catadau gefahren, um Essen zu besorgen, und nach zwei Stunden zurückgekehrt, um das dritte Mädchen zu vergewaltigen. Die beiden Männer hätten die Mädchen dann den Rest der Nacht gefoltert. Am nächsten Tag seien die Mädchen gezwungen worden, zu einer vorher ausgehobenen Grube zu laufen, wo sie weiter gefoltert wurden. Nach Erkenntnissen der Autopsie erlitt Hernández eine Amputation ihrer rechten Brustwarze mit einem scharfen Objekt und zwei Stiche in den Rücken. Den anderen Mädchen wurden mit Stöcken und Steinen lebensgefährliche Verletzungen zugefügt. Schließlich wurden sie erschossen und begraben. Garcías Leiche zeigte vaginale Wunden, die ihr wahrscheinlich postmortal zugefügt wurden.

## Ermittlungen
Eine intensive Suche nach den Jugendlichen wurde angeordnet. Ihre Leichen wurden schließlich am 27. Januar 1993, 75 Tage nach ihrem Tod, von zwei Imkern in einem Graben in der Nähe von La Romana gefunden. Heftige Regenfälle der vorangegangenen Tage hatten den Untergrund aufgelockert und die Leichen freigelegt. Schnell konnte Mord als Todesursache bestätigt werden.
Die Guardia Civil fand später am Tatort einen von Ricarts Handschuhen, einen Sozialversicherungsschein von Anglés’ Bruder und eine Patronenhülse. Fernsehanstalten kamen nach kurzer Zeit nach Alcàsser, um live zu berichten und um die Trauer der angehörigen Familien und des gesamten Ortes zu zeigen.
Antonio Anglés befand sich nicht im Haus, als die Polizei auf der Suche nach seinem Bruder eintraf. Er wurde in der Stadt Villamarchante beinahe gefasst, entkam jedoch. Seine letzte Spur in Spanien konnte nach Minglanilla (Provinz Cuenca) zurückverfolgt werden, danach floh er nach Lissabon und entkam als blinder Passagier an Bord des Containerschiffes City of Plymouth. Es wird berichtet, dass er vor der Küste Irlands über Bord ging und entweder als direkte Folge davon starb oder darauf ertrank bzw. an Unterkühlung starb.
Die Gerichtsverhandlung gegen die beiden Verdächtigen wurde zur Hauptsendezeit im spanischen Fernsehen ausgestrahlt. Auch Bilder der verstümmelten Opfer wurden gezeigt.